# Forman (Dakota du Nord)
Pour les articles homonymes, voir Forman.
La ville de Forman est le siège du comté de Sargent, dans l’État du Dakota du Nord, aux États-Unis. Sa population s’élevait à 504 habitants lors du recensement de 2010.

## Histoire
Forman a été fondée en 1883 par Cornelius Forman. En 1886, le siège du comté a été transferé de Milnor à Forman.
Jusqu’en 1967 Forman était la seule town de l’État car toutes les communautés incorporées étaient soit des villages soit des cities. Cela a été rendu possible par un travail législatif spécial. Forman est devenue une city la même année, la législature de l’État ayant déclaré que toutes les communautés incorporées seraient des cities sans distinction de rang.

## Démographie
| 1890 | 1900 | 1910 | 1920 | 1930 | 1940 |
| ---- | ---- | ---- | ---- | ---- | ---- |
| 178  | 257  | 352  | 402  | 386  | 500  |

| 1950 | 1960 | 1970 | 1980 | 1990 | 2000 |
| ---- | ---- | ---- | ---- | ---- | ---- |
| 466  | 530  | 596  | 629  | 586  | 506  |

| 2010 | - | - | - | - | - |
| ---- | - | - | - | - | - |
| 504  | - | - | - | - | - |